# 킬란타이사우루스
- C. tashuikouensis Hu, 1964
- ?C. sibiricus (Riabinin, 1914)
Molnar, Kurzanov & Dong, 1990}}

킬란타이사우루스("Chilantaisaurus")는 백악기 후기 약9200만년 중국에 서식했던 공룡이다.
1964년 중국 울란수하이(Ulansuhai)지층에서 발견되어 중국의 고생물 학자인 후(Hu)의해 발견되어 킬란타이사우루스 타슈이코우엔시스(Chilantaisaurus tashuiouensis)라고 명명되었다.
당시 발견된 화석들로는 골반의 일부분과 뒷다리뼈,앞발톱등이 발견되었다.
이전에 1914년에 시비리쿠스(sibiricus)종이 발견된적이 있으나 킬란타이사우루스가 맞는지 논란이 있다.
처음에 타슈이코우엔시스(tashuiouensis)종를 명명한 후(hu)는 육식룡류로 추청했지만 후속 연구에서 스피노사우루스과와 관련되었다고 밝혀졌다가
2009년에 추가 연구에서 벤슨(Benson)과 카라노(Carrano)가 네오베나토르과에 속한다고 주장했으나....2018년에 재연구를 한 결과 초기공미룡류에 속한다고 결론이 났다.
몸길이는 11m 무게는 3.7~4t까지 나가는 공룡이다. 앞발톱이 갈고리모양으로 되어 있으며 크기가 크다. 친척인 시아츠보단 살짝 작은 크기였다.
당시 시대에선 최상위 포식자였는데
안킬로사우루스과에 속하는 공룡인 고비사우루스,
중형 수각류공룡인 샤오칠롱, 오르니토노미무스과에 속하는 시노르니토미무스를 사냥하며 살았을것으로 추측된다.
양추아노사우루스,타르보사우루스,주청티라누스와 함께 아시아에선 덩치가 매우 큰 육식공룡이지만 정작 매체에서는 보기가 어렵다...
분류논란이 많았던 터라 외형이 바뀐적이 많다.
1964. [Carnosaurian remains from Alashan, Inner Mongolia.] Vertebrata PalAsiatica 8:42–63. [In Chinese, with English summary]